# Estación de Río Hondo
Río Hondo fue una estación de trenes que se encuentra en Naucalpan de Juárez, Estado de México. En la estación había un molino y una fábrica textil la cual dejó de funcionar con el 2 de marzo de 1982.

## Historia
La estación se edificó sobre la línea troncal de México a Laredo de Tamaulipas del antiguo Ferrocarril Nacional de México por medio de la concesión número 10, entregada el 13 de septiembre de 1880, en terrenos adquiridos en 1883 por la Compañía Constructora Nacional Mexicana.
Por decreto, el 15 de octubre de 1880, se autorizó al Gobernador del Estado de México, para arreglar con los señores James Sullivan y W. S. Palmer y socios, la construcción de la línea de México al Pacífico por Toluca, en lo relativo a los tramos que atravesaran el territorio del Estado.